# Gmina Svinninge
Gmina Svinninge (duń. Svinninge Kommune) była w latach 1970–2006 (włącznie) jedną z gmin w Danii w okręgu zachodniej Zelandii (Vestsjællands Amt). 
Siedzibą władz gminy było miasto Svinninge. 
Gmina Svinninge została utworzona 1 kwietnia 1970 na mocy reformy podziału administracyjnego Danii. Po kolejnej reformie 1 stycznia 2007 r. weszła w skład nowej gminy Holbæk.

## Dane liczbowe
- Liczba ludności: (♀ 3296 + ♂ 3292) = 6588
  - wiek 0-6: 8,4%
  - wiek 7-16: 14,7%
  - wiek 17-66: 64,1%
  - wiek 67+: 12,8%
- zagęszczenie ludności: 77,5 osób/km²
- bezrobocie: 4,5% osób w wieku 17-66 lat
- cudzoziemcy z UE, Skandynawii i USA: 64 na 10 000 osób
- cudzoziemcy z krajów Trzeciego Świata: 253 na 10 000 osób
- liczba szkół podstawowych: 3 (liczba klas: 41)